# Schmorditz
Schmorditz ist ein Dorf im Landkreis Leipzig in Sachsen. Politisch gehört der Ort seit Anfang 2011 zu Grimma. Er liegt an der Staatsstraße S11 zwischen Nerchau und Golzern.
Urkundlich wurde Schmorditz 1244 das erste Mal als „Chunradus de Smurdewiz“ genannt. Weitere Nennungen waren:
- 1378: Smrdewicz, Smordewicz
- 1446: Smordicz, Smorditz, Smordewitz
- 1521: Schmordewitz
- 1529: Smardowitz
- 1578: Schmortitz
- 1753: Schmorditz, Schmortitz

## Entwicklung der Einwohnerzahl
| Jahr    | Einwohnerzahl                           |
| ------- | --------------------------------------- |
| 1548/51 | 10 besessene Mann, 8 Inwohner, 10 Hufen |
| 1764    | 10 besessene Mann, 3 Häusler, 4 Hufen   |
| 1834    | 97                                      |

| Jahr | Einwohnerzahl |
| ---- | ------------- |
| 1871 | 126           |
| 1890 | 182           |
| 1910 | 255           |

| Jahr | Einwohnerzahl |
| ---- | ------------- |
| 1925 | 287           |
| 1939 | 255           |
| 1946 | 284           |